# Teva Zaveroni
Teva Zaveroni (10 de octubre de 1975) es un exfutbolista francopolinesio que jugaba como mediocampista.

## Carrera
Desde 1997 hasta 2007 jugó en el AS Pirae, luego de un corto paso de dos años por el Taravao AC regresó al club de la ciudad homónima, donde se retiró en 2014.

### Clubes
| Club       | País               | Año         |
| ---------- | ------------------ | ----------- |
| AS Pirae   | Polinesia Francesa | 1997 - 2007 |
| Taravao AC | Polinesia Francesa | 2007 - 2009 |
| AS Pirae   | Polinesia Francesa | 2009 - 2014 |

### Selección nacional
Con la selección tahitiana disputó 19 partidos y convirtió 2 goles. 
Con la selección de fútbol playa jugó tres ediciones de la Copa Mundial de Fútbol Playa de FIFA.